# 圣朱利安迪皮内
圣于连迪皮内（法語：Saint-Julien-du-Pinet，法語發音：[sɛ̃ ʒyljɛ̃ dy pinɛ]）是法国上卢瓦尔省的一个市镇，位于该省中部偏东，属于伊桑若区。

## 地名
法语人名“Julien”在日常人名译名以及《世界人名翻譯大辭典》、《法语姓名译名手册》等主流人名译名类书籍资料中译作“朱利安”，不过在《世界地名翻译大辞典》、《世界地名译名词典》和《法国地图册》等主流地名译名类书籍资料中译作“于连”。

## 地理
圣于连迪皮内（45°9'7"N, 4°2'21"E）面积17.2 平方千米，位于法国奥弗涅-罗讷-阿尔卑斯大区上盧瓦爾省，该省份为法国中南部省份，北起多姆山省和卢瓦尔省，西接康塔爾省，南至洛泽尔省，东临阿尔代什省。
与圣于连迪皮内接壤的市镇（或旧市镇、城区）包括：博村、贝萨莫雷勒、梅泽尔、勒佩尔蒂、勒图尔纳克、罗西耶尔、伊桑若。
圣于连迪皮内的时区为UTC+01:00、UTC+02:00（夏令时）。

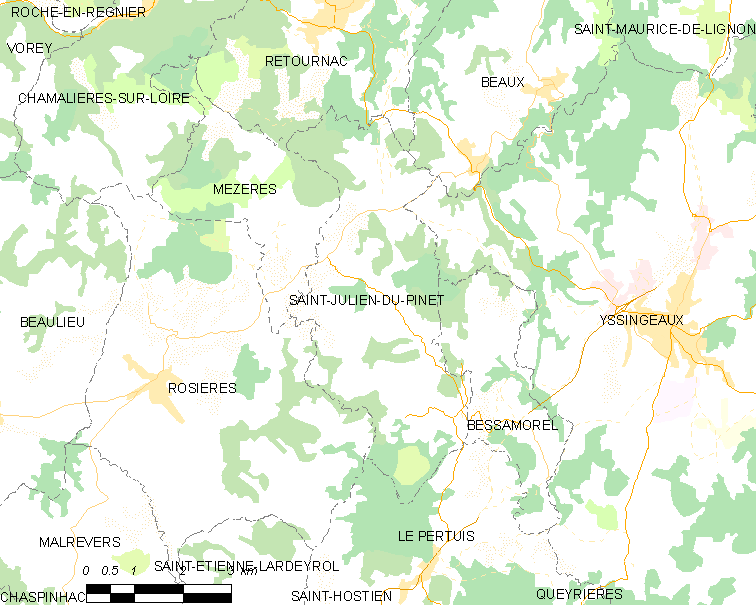
圣于连迪皮内的OSM定位图

## 行政
圣于连迪皮内的邮政编码为43200，INSEE市镇编码为43203。

## 政治
圣于连迪皮内所属的省级选区为伊桑若縣。

## 人口

1962-2008年间圣于连迪皮内人口变化图示

圣于连迪皮内于2022年1月1日时的人口数量为487人。